# Alegre Inglaterra

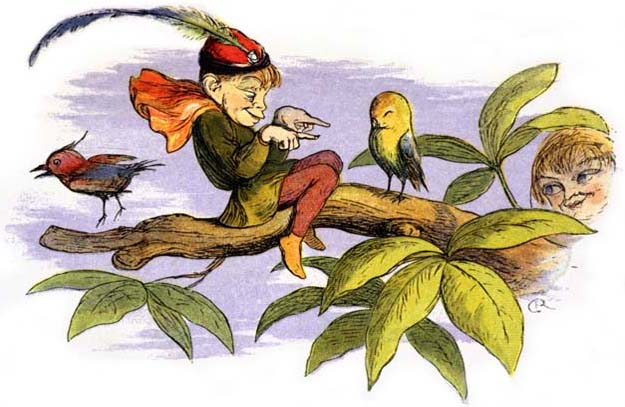
«Poor little birdie teased», del ilustrador inglés del siglo XIX Richard Doyle. Los cuentos de hadas ingleses tradicionales con elfos, hadas y duendes se suelen localizar en un escenario de bosques y jardines rurales de la Alegre Inglaterra.

La «Alegre Inglaterra» o la «Vieja Alegre Inglaterra» (en inglés, «Merry England», «Merry Old England» o, con una ortografía más jocosa y arcaica, «Merrie England» o «Merrie Olde England») es un autoestereotipo inglés, una concepción utópica de la sociedad y cultura de Inglaterra basada en un modo de vida idílico y pastoril, que supuestamente fue frecuente en Inglaterra entre la Edad Media y el comienzo de la Revolución Industrial. De manera más general, denota una «inglesidad esencial», con tintes nostálgicos, que incorpora íconos culturales como los tejados de paja, las posadas campestres, la taza de té y el «asado de los domingos» (Sunday roast).
Las connotaciones positivas de la Alegre Inglaterra revelan la nostalgia sobre aspectos de una sociedad anterior perdidos en los tiempos modernos. Los libros de cuentos de hadas escritos durante la época victoriana a menudo emplean la Alegre Inglaterra como escenario, a modo de utopía mítica poblada de criaturas mitológicas amantes de la naturaleza, como los elfos, las hadas, o el mítico Robin Hood. El estereotipo puede ser tratado y entendido como un simple producto de la imaginación popular, sentimental y nostálgico, o como una construcción ideológica y política (ya sea de izquierdas o de derechas).
Así, la Alegre Inglaterra no es una visión totalmente coherente, sino más bien una «Inglaterra recreada», que el folclorista oxoniense Roy Judge describe como «un mundo que nunca ha existido, un paisaje visionario y mítico, donde es difícil tomar lineamientos históricos normales». Por el contrario, el estudioso de registros eclesiásticos Ronald Hutton data la creación de la Alegre Inglaterra entre 1350 y 1520, con la reelaboración de los ciclos festivos del año litúrgico, con cirios y desfiles, procesiones y juegos, obispillos y coros altos decorados. Hutton descubrió que, lejos de ser pervivencias paganas, muchas de las actividades de religiosidad popular criticadas por los reformistas del siglo XVI eran, de hecho, creaciones de la Baja Edad Media y que la Alegre Inglaterra refleja aspectos históricos del folclore rural inglés perdidos durante la industrialización.